# NGC 5917
NGC 5917 est une galaxie spirale située dans la constellation de la Balance. NGC 5917 a été découverte par l'astronome britannique John Herschel en 1835.

## Description
La vitesse de NGC 5917 par rapport au fond diffus cosmologique est de 2 089 ± 12 km/s, ce qui correspond à une distance de Hubble de 30,8 ± 2,2 Mpc (∼100 millions d'al).
La classe de luminosité de NGC 5917 est II et elle présente une large raie HI.

NGC 5917 par le télescope spatial Hubble.

## Supernova
La supernova SN 1990Q a été découverte dans NGC 5917 le 24 juin 1990 par l'astronome français Christian Pollas de l'observatoire de la Côte d'Azur. Le type de cette supernova n'a pas été déterminé.

## Paire de galaxies
La distance de Hubble de la galaxie PGC 54817, aussi appelée galaxie crochue, est à peu près la même que celle de NGC 5917, soit 31,01 ± 2,19 Mpc (∼101 millions d'al). Comme on peut le constater sur l'image captée par le VLT de l'ESO, ces deux galaxies forment une paire en interaction gravitationnelle. 

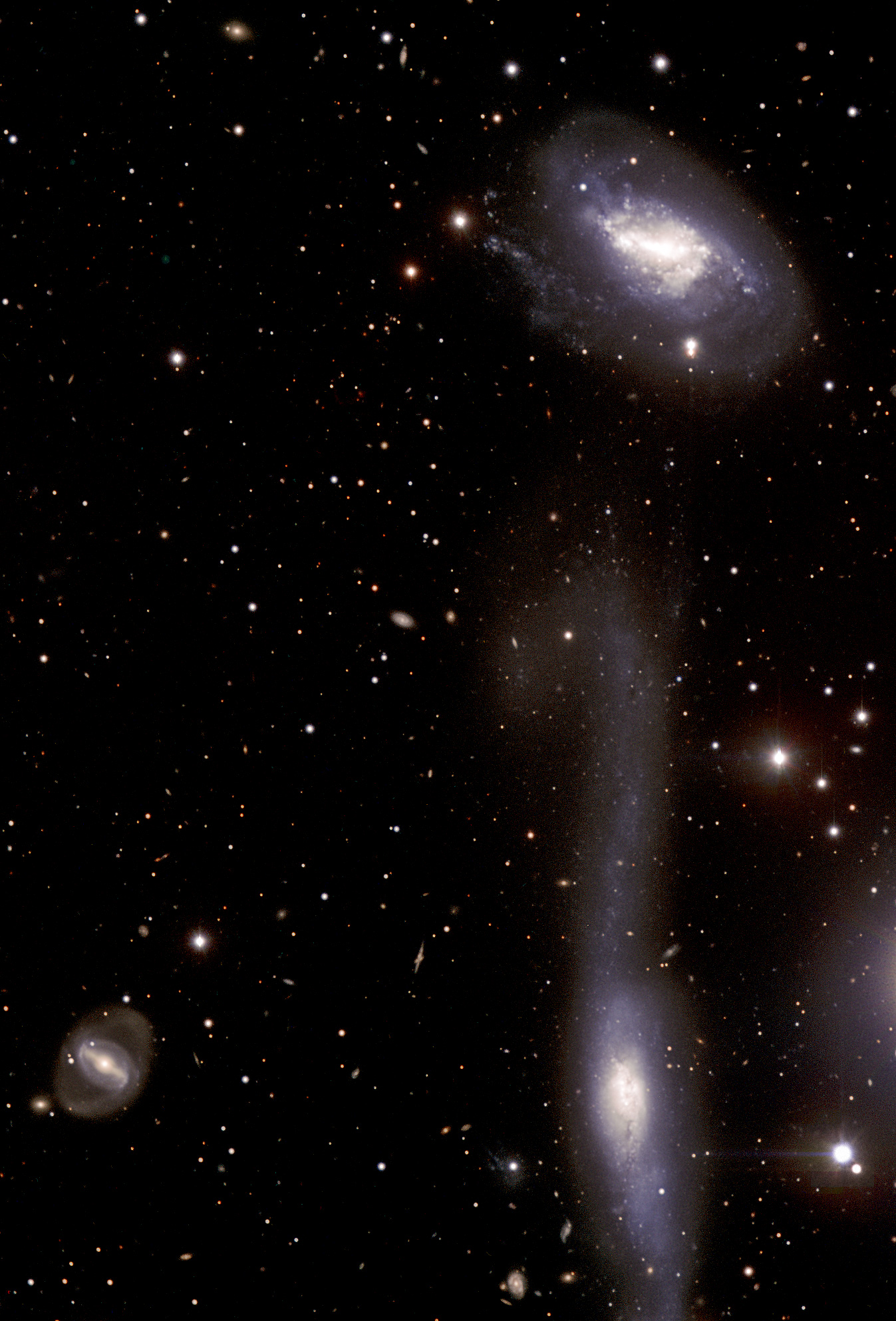
La paire de galaxies NGC 5917 et PGC 54817. (VLT, ESO)